# ادو ۹۷۸۲
سیارک ۹۷۸۲ (به انگلیسی: 9782 Edo، نامگذاری:1994WM) نه هزار و هفتصد و هشتاد و دومین سیارک کشف شده‌است که در ۲۵ نوامبر ۱۹۹۴ کشف شد.